# Parc national du delta de l'Évros
Le parc national du delta de l’Évros (en grec : Εθνικό υγροτοπικό Πάρκο Δέλτα Έβρου, Ethnikó Ygrotopikó Párko Délta Évrou) est un parc national de Grèce. Il a été créé en 2007, et abrite de nombreux oiseaux marins et rapaces, notamment une population de pélicans.

## Patrimoine naturel

### milieux
Les terres agricoles sont le milieu le plus présent dans le delta. Les marécages d'eau douce ou salée et les lagunes sont les habitats d'intérêt de ce paysage. Des prés humides, pâturés par des bovins sont présents, dispersés dans le delta. Dans la moitié basse du delta, à proximité des lagunes, des salines ont été installées par l'homme.

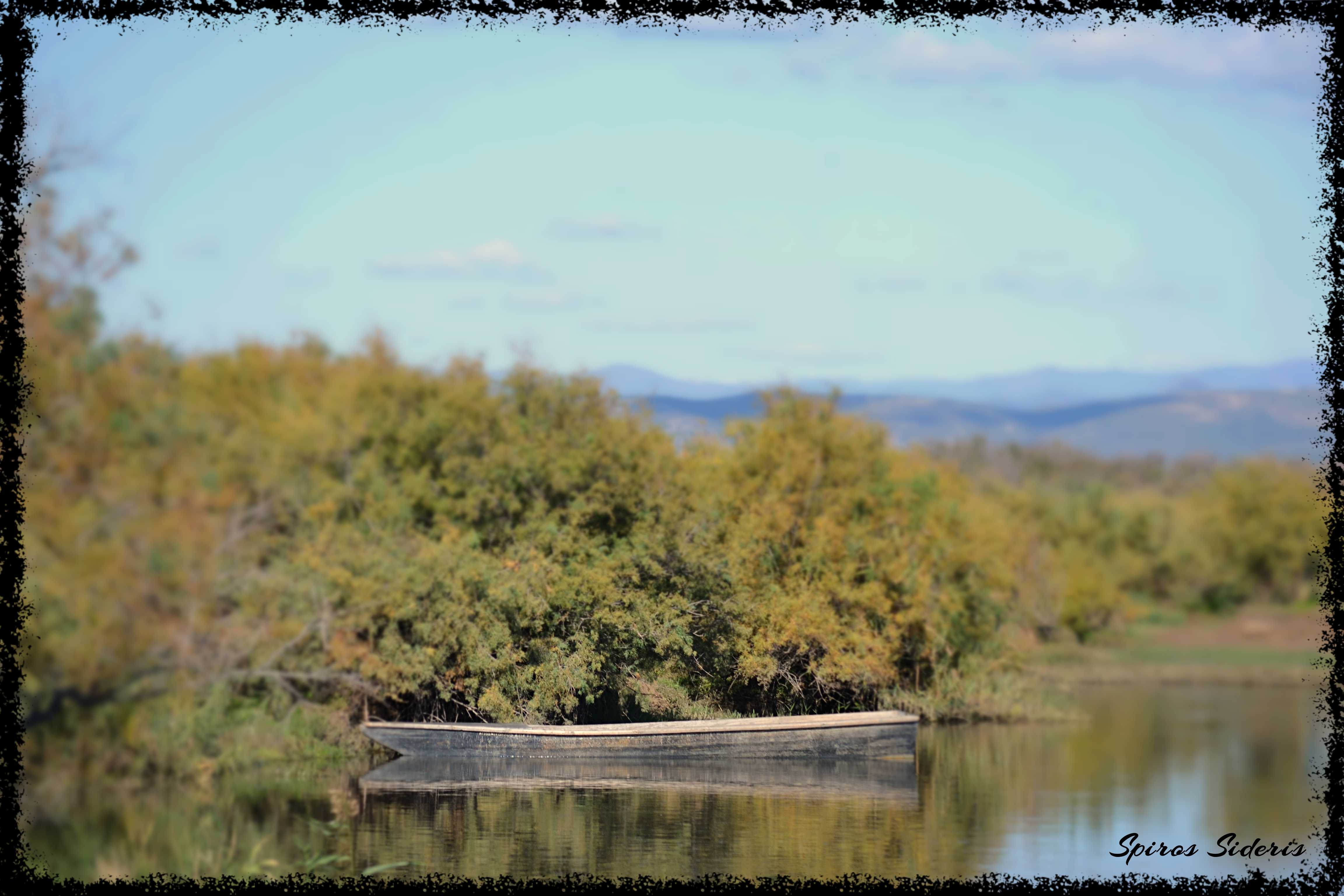
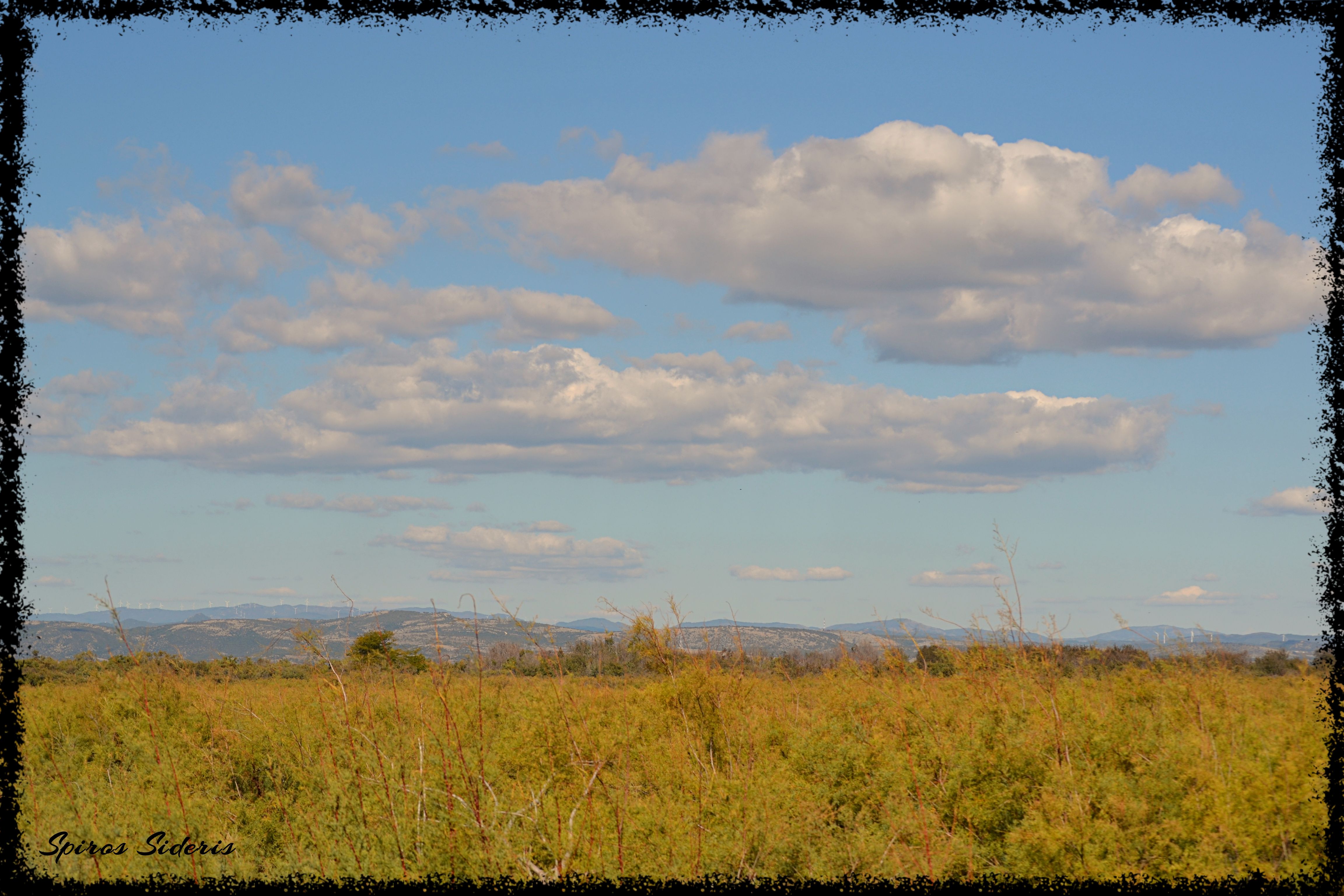
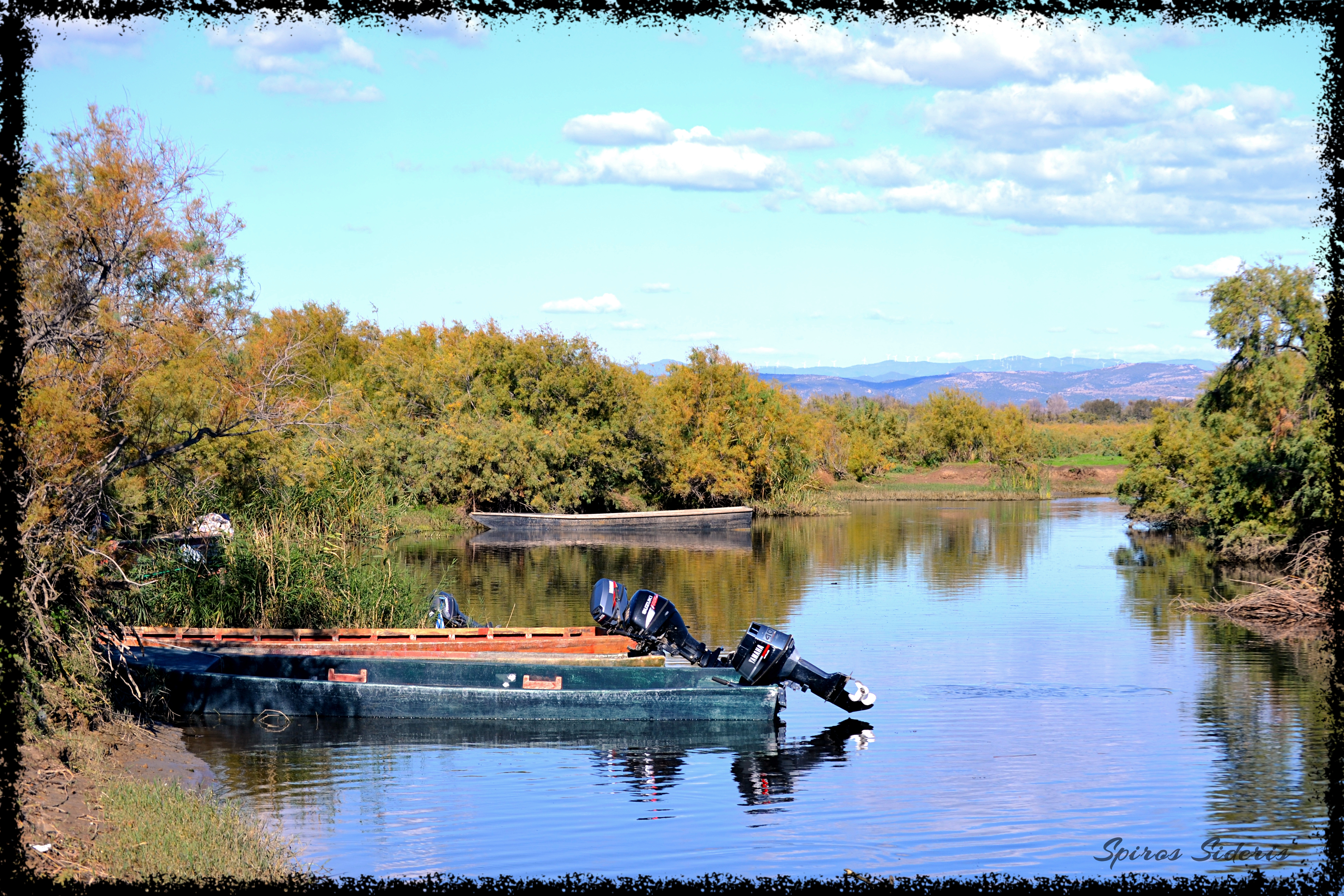
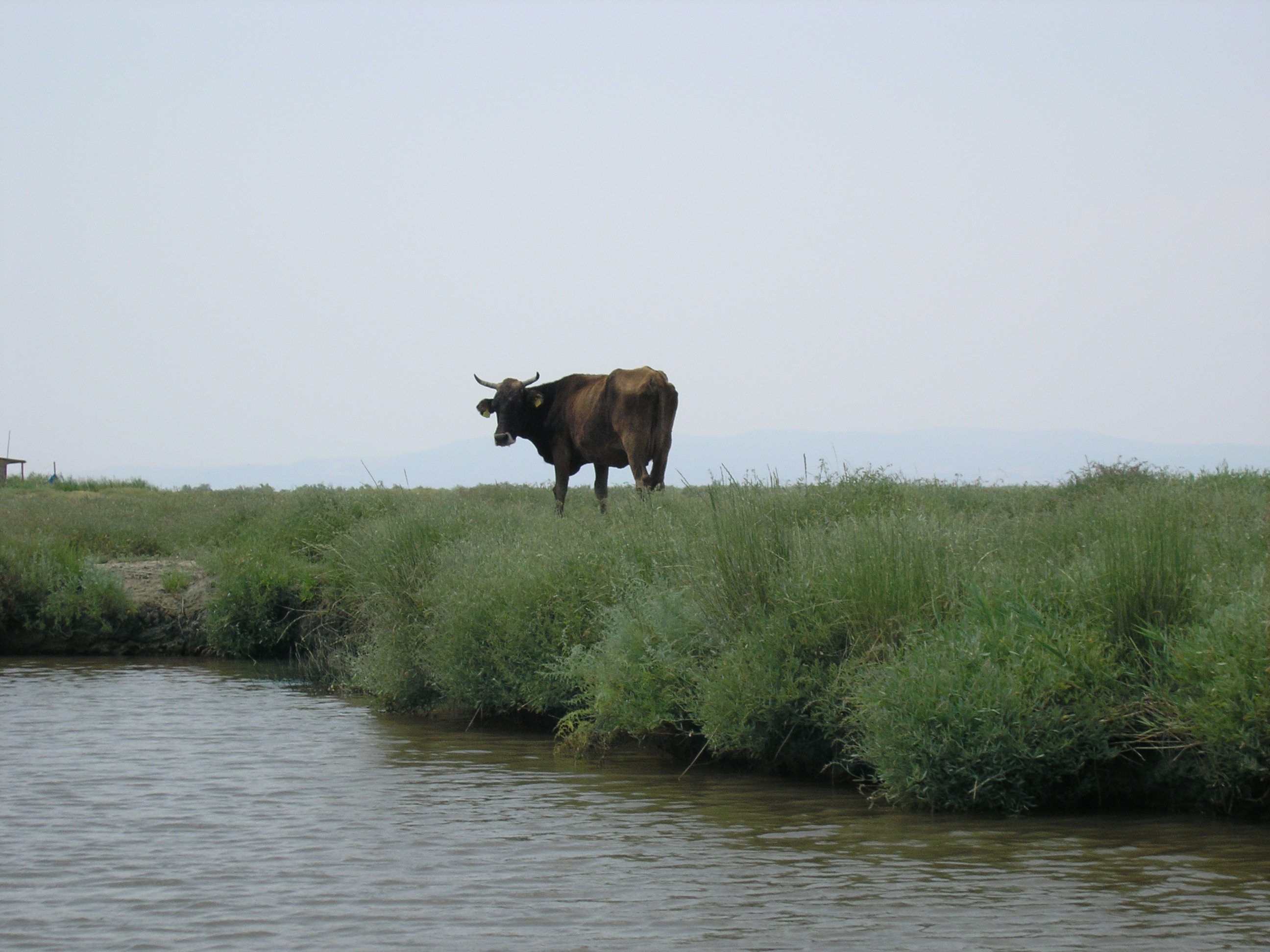
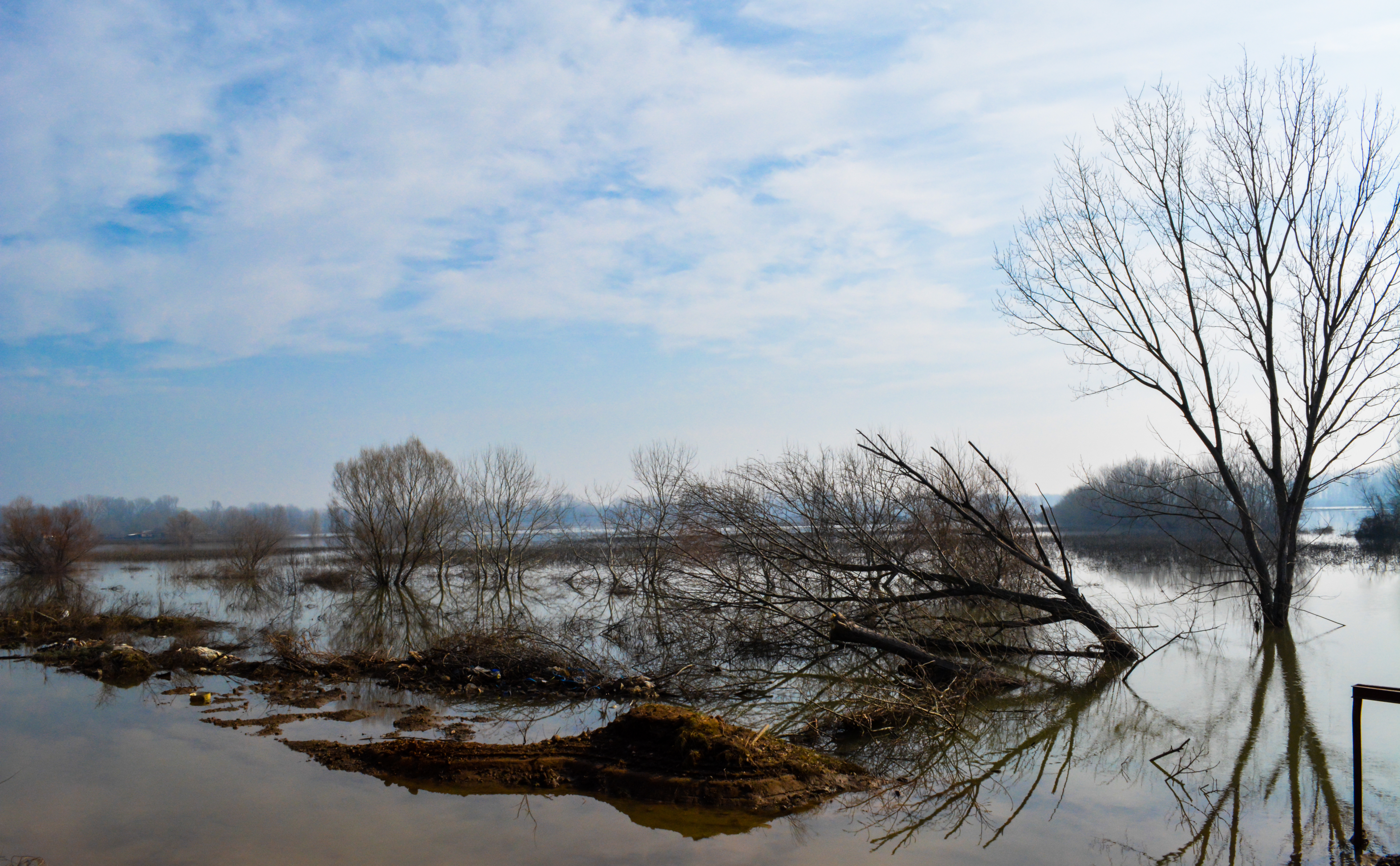
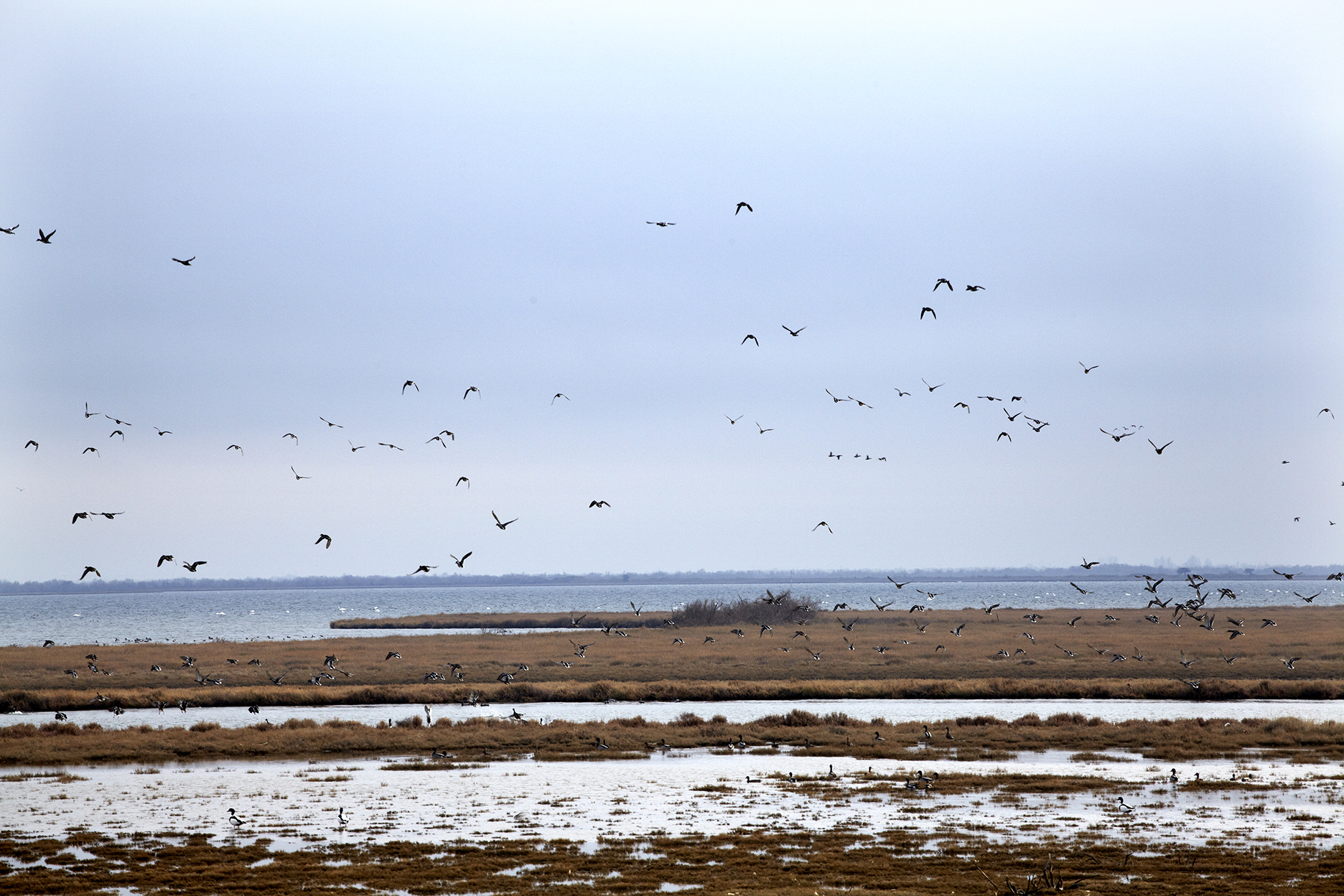

### Oiseaux
Buses variables, busards des roseaux, busards Saint-Martin et milans noirs sont les rapaces les plus représentés dans le parc national.